# Brandisia discolor
Brandisia discolor är en tvåhjärtbladig växtart som beskrevs av Joseph Dalton Hooker och Thomson. Brandisia discolor ingår i släktet Brandisia och familjen Paulowniaceae. Inga underarter finns listade i Catalogue of Life.